# Островський Денис Володимирович
Денис Володимирович Островський (нар. 20 серпня 1998, Київ, Україна) — український футболіст, півзахисник «Поділля» .

## Життєпис
Вихованець дніпропетровського УФК та київської «Зміни-Оболонь». Футбольну кар'єру розпочав у 2016 році в складі «Оболонь-Бровара-2» у чемпіонаті Київської області. В обласному чемпіонаті провів два роки. Взимку 2018 року переведений до першої команди. У складі «пивоварів» дебютував 18 березня 2018 року в програному (2:4) домашньому поєдинку 23-го туру Першої ліги проти ковалівського «Колоса». Денис вийшов на поле в стартовому складі, а на 67-й хвилині його замінив Артем Ковбаса. Дебютним голом за київську команду відзначився 27 серпня 2018 року на 90+3-й хвилині переможного (1:0) домашнього поєдинку 6-го туру Першої ліги проти волочиського «Агробізнеса». Островський вийшов на поле на 81-й хвилині, замінивши Олександра Гуськова. Всього в складі «Оболонь-Бровар» у Першій лізі зіграв 26 матчів (2 голи), ще 15 матчів (3 голи) провів у Другій лізі за «Оболонь-Бровар-2».
У першій частині сезону 2020/21 виступав на правах оренди у кременчуцькому МФК «Кремінь», у складі якого виходив на поле в 13 матчах та відзначився голом у кубковому матчі з «ВПК-Агро».
Під час зимової перерви в сезоні 2020/21 приєднався до житомирського «Полісся».